# سثروب جبار

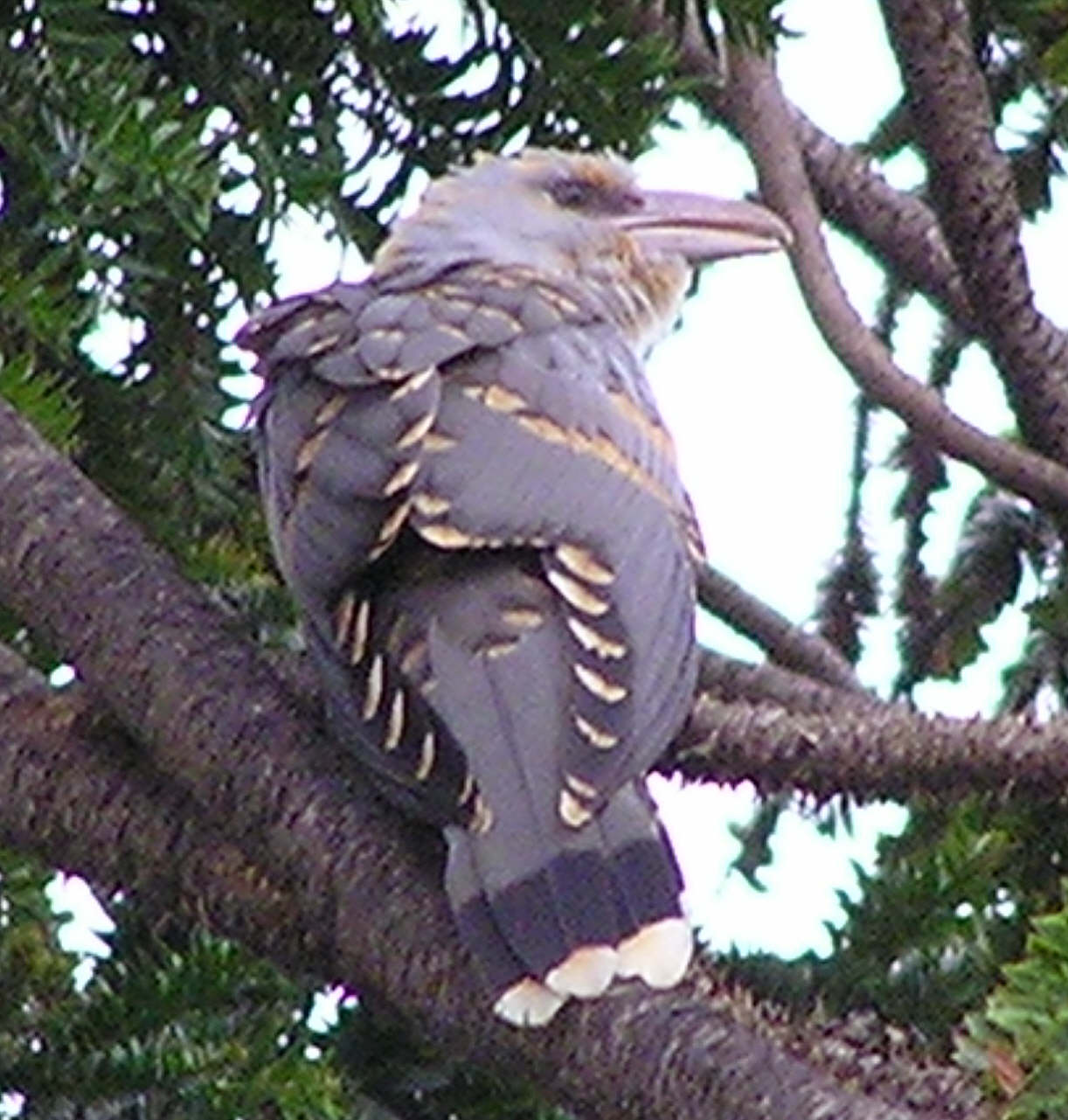
فرخ سثروب

السِّثْرُوب الجبَّار هو نوع في الفصيلة وقواقية. إنه أصنوفة أحادية الطراز داخل جنس سثروب. هذا النوع هو أكبر متطفل أعشاش في العالم وأكبر أنواع الوقواق. يوجد في أسترالية وغينية الجديدة وإندونيسية ويُرى في كَلِيدونية الجديدة ونِيُوزِيلندة. الأنواع مهاجرة في جزء من مداها. له ثلاثة نويعات، أحدها مهاجر والآخران مقيمان.  الاتحاد الدولي لحفظ البيئة يسردها أنواعًا غير مهدده.